# Rigo Tovar
Rigoberto Tovar García (Matamoros, Tamaulipas, 29 de marzo de 1946-Ciudad de México, 27 de marzo de 2005), conocido como Rigo Tovar, fue un cantante y actor mexicano.
Tras varias giras y gracias al apoyo de la radio en México y Estados Unidos, sus discos lograron grandes números, alcanzando más de 30 millones de copias vendidas. La popularidad que consiguió en su tiempo le otorgó el apodo de el ídolo de las multitudes.

## Biografía y carrera

### Primeros años
Rigoberto Tovar García nació el 29 de marzo de 1946 en Heroica Matamoros, Tamaulipas, siendo hijo de padre mexicano y de madre estadounidense.

### Inicios
Los locutores Ángel Guadalupe Cárdenas y Austreberto García, de la estación de radio XEMS “Radio Mexicana de Matamoros Tamaulipas”, fueron los primeros en difundir la música del "Ídolo de las Multitudes" en su país natal. Rigo y sus músicos obtienen un primer contrato para tocar un fin de semana en las ciudades de Nuevo Laredo, Tamaulipas y Ciudad Acuña, Coahuila. Algunos integrantes, como Roberto “Beto” Vázquez, no desean separarse de su ciudad y deciden dejar el grupo, ante ello Rigo, Silvano y Marcos se trasladan a la ciudad de Matamoros en búsqueda de nuevos integrantes. Encuentran a otros integrantes. Inician la grabación de su segundo disco, “Como será la mujer”, el cual sale a la venta en 1973.[cita requerida]
Su primera oportunidad en televisión se la dio un conductor de la televisora KBOL-LP, el Sr. Morales trasmitía un programa de aficionados todos los domingos, los invitó a presentarse, y así lo hicieron recibiendo de inmediato la aceptación de la gente. Everardo Tovar se encontraba estudiando la carrera de Contador Público en el Instituto Politécnico Nacional en la Ciudad de México, es quien apoya a Rigo en esta gran ciudad mediante la difusión de su música y la búsqueda de una disquera que lo siguiera consolidando.[cita requerida]
El segundo disco de Rigo llegó a manos de un vendedor de discos, quien hizo llegar el material a Ignacio Morales, quien compra a Novavox, en 1975, los derechos de distribución en México de los discos de Rigo. La disquera se consolida gracias al éxito de los discos de Rigo Tovar y su Costa Azul y reestructura su razón social, la gran demanda de las producciones de Rigo excede la capacidad de la disquera y Ignacio Morales vende las producciones a Fonovisa y está a otras empresas.[cita requerida]
En noviembre de 1974 Rigo llega a la Ciudad de México y recibe su primer disco de oro por la venta de 300 mil discos de "Lamento de amor" y otro por "Cuando tu cariño" de su reciente disco, “En la cumbre”, de 1974.[cita requerida]

### Londres 1977
Para este entonces Rigo empezaba a buscar una solución a su Retinitis pigmentaria. Por recomendación de un doctor de Matamoros viaja a Londres allá por 1977 en busca de tratamiento. Lo acompañaron los miembros del Costa Azul. Rigo recibe un tratamiento de varios meses a base de piquetes de abeja.
Rigo perfecciona su inglés y escribe en Inglaterra canciones como “A caballo”, “En las estepas del Asia central” y una de sus canciones instrumentales. Renta el estudio de grabación Abbey Road, sí en el legendario estudio de grabación donde grabaron sus éxitos The Beatles, y les pide a los elementos del Costa Azul que viajen con él para grabar allí su séptimo disco: "Dos tardes de mi vida". Esta producción se terminó de grabar en Hollywood, en Los Ángeles, California.[cita requerida]

### Monterrey 1981
En 1981 Rigo rompió un récord de asistencia para un solo artista en Monterrey, Nuevo León, cuando estaba en la barra marina en las márgenes del río Santa Catarina reunió a más de 350,000 personas, los periódicos El Norte y El Sol de Monterrey declararon que «Rigo Tovar llenó más público que el Papa». El papa Juan Pablo II reunió a 300,000 personas cuando visitó el mismo sitio.

## Muerte
La carrera de Rigo Tovar vino a menos cuando sufrió la pérdida de su madre en 1974 y de su representante y hermano, Everardo Tovar, durante el terremoto del 19 de septiembre de 1985, lo que causó el estar sumido en problemas de adicción a las drogas, además de que sufría de una enfermedad llamada retinitis pigmentaria, un defecto genético sin ningún tratamiento eficaz y que le hizo perder la vista paulatinamente. Por este defecto utilizaba casi siempre lentes oscuros. A principios de los noventa se realizó una operación en Cuba a cargo de un avanzado equipo de médicos, pero la operación resultó en un rotundo fracaso, lo que sumió a Rigo Tovar en una depresión de la cual nunca se repondría.
Empezó a sufrir de vitiligo, una enfermedad que afecta el pigmento de la piel. Rigo sufría de diabetes; con todos estos problemas de salud, Rigo se retiró del ambiente musical en 1995.
Murió el 27 de marzo de 2005, dos días antes de cumplir 59 años de edad, a causa de un paro cardiorrespiratorio. Su cuerpo fue cremado y sus cenizas fueron esparcidas en la playa de Heroica Matamoros por deseos del propio Tovar.[cita requerida]

## Legado

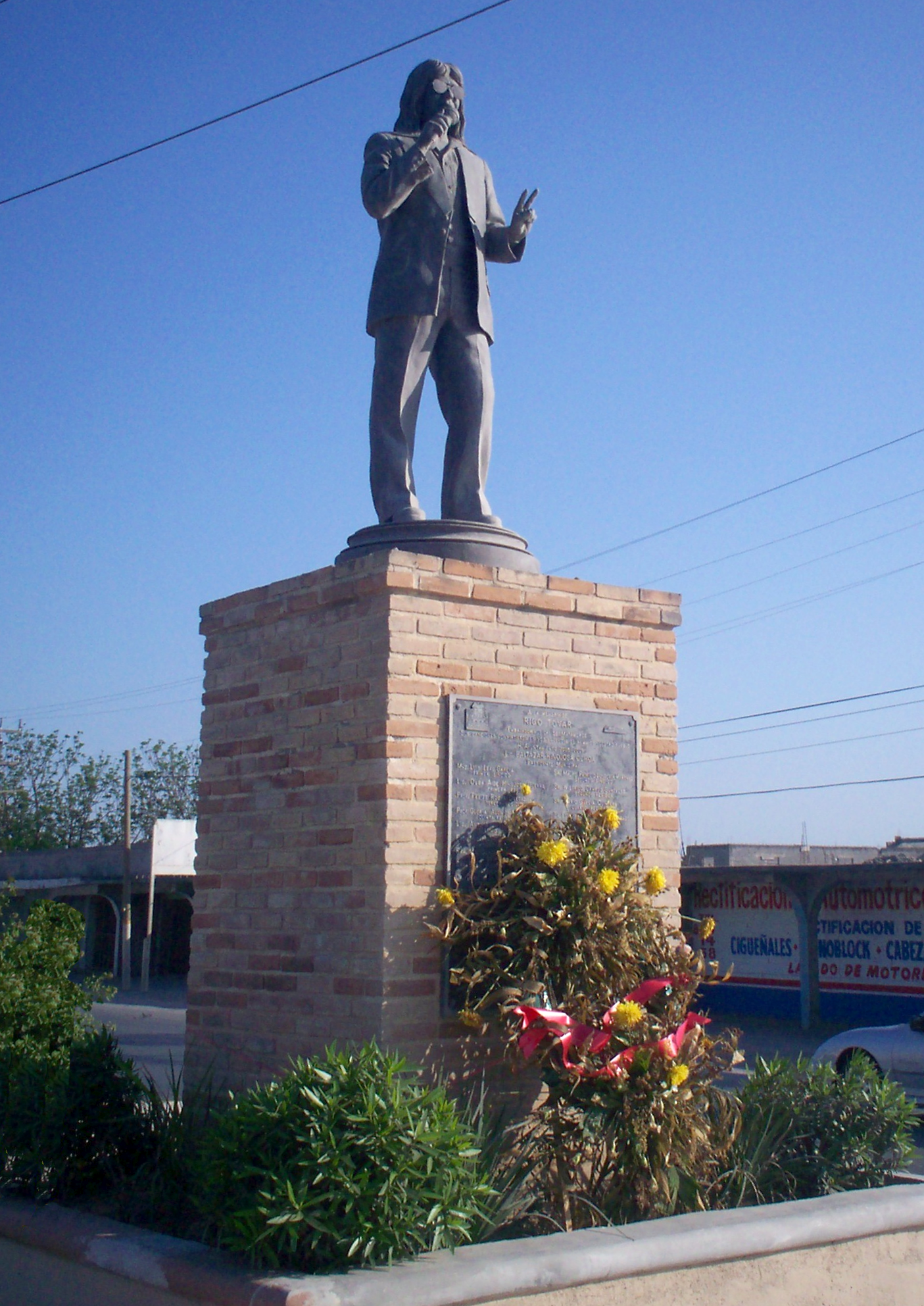
Monumento a Rigo Tovar ubicado en Matamoros, Tamaulipas, fotografiado en 2011.

La integración de instrumentos modernos de la época fue hecha en su agrupación «Costa Azul» a finales de los años sesenta y principios los setenta, la utilización de órganos moog y efectos fueron innovaciones que serían uno de los pilares de varios ritmos musicales.
En el aniversario de su muerte una estatua en su ciudad natal fue erigida en la avenida Rigo Tovar (carretera a Reynosa) en la intersección con la Av. Primero de Mayo, misma calle donde está la casa donde vivió en su infancia, dando así la bienvenida a quienes llegan a Matamoros desde Reynosa. A pesar de que oficialmente la estatua está hecha con llaves donadas, de igual manera se utilizaron algunas cerraduras en la fundición.
Un álbum titulado Rigo es amor fue grabado por varios roqueros mexicanos en homenaje a las canciones de Rigo en diferentes estilos. Su disco póstumo, La historia de un ídolo, llegó al Top 10 de los "Latin charts" de Billboard en 2005.

## Discografía

### Álbumes de estudio
- Matamoros Querido (1972) Primer disco para Discos y Cintas Melody MEL 052
- Como Será La Mujer... (1973) MEL 062
- En La Cumbre (1974) MEL 069
- En Acción (1975) MEL 089
- Te Quiero...Dijiste (1976) MEL 112
- Amor Y Cumbia (1976) MEL 147
- Dos Tardes De Mi Vida (1977) MEL 178
- Oh Que Gusto De Volverte A Ver (1978) MEL 215
- Éxitos Con Mariachi Vol. 1 (1979) MEL 224
- Reflexiona (1979) MEL 236
- Rigo Tovar En Vivo (1980) MEL 246
- Éxitos Con Mariachi Vol. 2 (1980) MEL 255
- Rigo Rock (1980)
- Rigo 81 (1981) MEL 264
- 10 Años Tropicalísimo (1982) MI 8134
- Sublime Y Bohemio (1982) MI 8123
- De Nuevo En Contacto Musical (1984)
- El Músico Chiflado (1985)
- Quítate La Máscara (1986)
- Éxitos Con Mariachi Vol. 3 (1986) Último disco para Discos y Cintas Melody MEL 315
- La Fiera (1989) Primer disco para Bertellsman de México Ariola LAN 875
- Baila Mi Ritmo (1989) Penúltimo disco para Bertellsman de México Ariola LAN 896
- El Sirenito (1990) Último disco para Bertellsman de México Ariola LMP 939
- Rigo El Guapo (1993) TMG 859
- Sus Grandes Éxitos Con Banda Vol. 1 (1994) 2TUT 1469
- Sus Grandes Éxitos Con Banda Vol. 2 (1994) 2TUT 1469
- 16 Kilates Musicales (1994) TUT 1287

### Sencillos
- Matamoros querido
- Lamento de amor
- No son palabritas
- Recordando Monterrey
- Te tendré que olvidar
- Cuando vuelvas tú
- Cómo será la mujer
- Quizás, quizás, quizás
- Pajarillo montañero
- Me quiero casar
- El testamento
- La sirenita
- Carita de ángel
- Dos tardes de mi vida
- Amor sincero
- ¡Oh, qué gusto de volverte a ver!
- Golondrina de ojos negros
- Mi amiga, mi esposa y mi amante
- Cuando tu cariño
- Besando la cruz
- No que no
- Noches eternas
- Quítate la máscara
- Perdóname mi amor por ser tan guapo

## Filmografía
- Rigo una confesión total (1978)
- Vivir Para Amar (1979)
- Rigo Es Amor (1980)
- El Gran Triunfo (1980)